# Siccia nigra
Siccia nigra là một loài bướm đêm thuộc phân họ Arctiinae, họ Erebidae.